# Luca Brandolini
Luca Brandolini CM (ur. 25 grudnia 1933 w Monte Compatri) – włoski duchowny rzymskokatolicki, biskup Sora-Aquino-Pontecorvo w latach 1993–2009, wikariusz kardynała archiprezbitera bazyliki świętego Jana na Lateranie.

## Biografia
Purpurat urodził się 25 grudnia 1933 w Monte Compatri, w regionie Lacjum. W październiku 1953 wstąpił do lazarystów. Po studiach filozoficzno-teologicznych złożył śluby wieczyste 18 października 1955, zaś 24 kwietnia 1960 przyjął święcenia kapłańskie. W czasie soboru watykańskiego II w latach 1962–1965 o. Brandolini był bliskim współpracownikiem abpa Annibale Bugniniego CM, którego pierścień biskupi nosi. W 1966 otrzymał tytuł licencjata z teologii w dziedzinie liturgiki na Anzelmianum w Rzymie. W latach 1971–1987, pracując duszpastersko i jako urzędnik kurialny, wykładał na Papieskim Uniwersytecie Gregoriańskim i Papieskim Uniwersytecie Laterańskim.
Dnia 29 października 1987 papież Jan Paweł II mianował o. Brandoliniego prowikariuszem generalnym Rzymu, wyznaczając jako siedzibę tytularną Urusi. Sakry biskupiej udzielił o. Brandoliniemu kard. Ugo Poletti, współkonsekratorami byli biskupi: Ennio Appignanesi i Plinio Pascoli. W maju 1993 bp Brandolini wybrany został prezydentem komisji liturgicznej Konferencji Episkopatu Włoch (CEI). 2 września tego samego roku wybrany został przez papieża biskupem diecezji Sora-Aquino-Pontecorvo. W 2007 publicznie wyraził swoją dezaprobatę w wywiadzie dla włoskiego dziennika "la Repubblica" dla zmian wprowadzonych przez papieża Benedykta XVI publikacją dokumentu Summorum Pontificum.
W czerwcu 2009 papież Benedykt XVI przyjął jego rezygnację z obowiązków ordynariusza Sora-Cassino-Aquino-Pontecorvo. Od 20 września 2009 jest biskupem emerytem. Obecnie jest wikariuszem kardynała archiprezbitera bazyliki św. Jana na Lateranie.